# Fátima Almeida
Fátima Almeida é uma empresária, conhecida por ser fundadora e CEO da BayQi, uma empresa que começou como comércio electrónico e atualmente é uma fintech. A visão de Fátima Almeida é conectar África com o mundo através da BayQi, inspirando jovens pelo mundo.
A história da BayQi começa em 2016, dentro de um apartamento no Kinaxixi - Luanda.
Inicialmente a empresa começou a comercializar sapatos masculino e depois expandiu para uma variedade de produtos e serviços e, em 2022, adquiriu a licença de Prestadora de Serviço de Pagamentos (PSP), transformando assim a BayQi, numa fintech.
Em 2017, Fátima Almeida defende a sua visão para o seu negócio nesta entrevista.
Fátima, foi responsável pela criação da primeira carteira digital em Angola, em parceria com empresas locais.
Em 2022 Fátima Almeida, foi eleita no Dubai, como uma das 12 mulheres empreendedoras mais inspiradoras do continente africano numa distinção do UAE África Networking Group

## Infância e educação
Pelos seus pais terem emigrado para Portugal quando ainda criança, onde estudou desde o ensino primário até ao secundário. Em 2006 deixou Lisboa rumo ao Reino Unido, onde viveu e licenciou-se em Economia na Universidade de Salford Great Manchester.

## Carreira

### Lilac Magazine
Enquanto fazia a faculdade no Reino Unido, surgiu-lhe a ideia de criar uma revista de moda intitulada Lilac Magazine. A revista foi inaugurada em 2010 em Manchester, tendo tido as suas 3 primeiras edições impressas, e na sua quarta edição passou para a versão digital, onde ganhou uma maior abrangência na comunidade PALOP. Lilac Magazine foi descontinuada em 2014 quando Fátima, mudou-se para Angola.

### BayQi
Fátima Almeida fundou a BayQi no início de 2016, dentro do seu apartamento no Kinaxixi - Luanda. A ideia surgiu em meados de 2015, quando a Fátima tentou comprar um blazer numa loja local em Luanda e percebeu que o valor era exorbitante. Juntando este facto e com a experiência que adquiriu no mercado de trabalho em Angola, resolveu criar uma plataforma de comércio eletrónico, trazendo várias marcas de moda com preços acessíveis, dando acesso e poder de compra ao consumidor angolano.
Em 2016, BayQi foi inaugurada como uma plataforma de comércio electrónico que comercializava roupas e sapatos masculino. Destacando-se como sendo a única com o sistema de pré-pagamento com a implementação da carteira digital.
Em 2017 a BayQi inaugurou a sua marketplace permitindo com que outros vendedores pudessem comercializar os seus produtos na plataforma, diversificando o seu catálogo de produtos.
Em 2022, a BayQi adquiriu a licença de prestadora de serviço de pagamentos (PSP), transformando assim numa fintech. O usuário pode fazer recargas móveis, efetuar pagamentos com QR Code em vários estabelecimentos.